# Ottokar aus der Gaal
Ottokar aus der Gaal (Otacher ouz der Geul, Ottokar von Steiermark) (* um 1265; † zwischen 1318 und 1322) aus dem Geschlecht der Herren von Strettweg war ein steirischer Historiker und Dichter, er ist der sogenannte Steirische Reimchronist.
Der Name Ottokar von Horneck, der ihm vom Historiografen Wolfgang Lazius zugeschrieben wurde, ist falsch, machte ihn aber durch Grillparzers König Ottokars Glück und Ende einem breiten Publikum bekannt.

## Leben und Wirken
Ottokar kommt als Sohn des bischöflichen Burghauptmanns von Schloss Wasserberg Dietmar ouz der Geul um 1265 vermutlich am Siedelhof der Galler zur Welt und wird 1287 erstmals urkundlich erwähnt.
Als Schüler des am Hofe Manfreds von Sizilien gefeierten Konrad von Rothenburg und ritterlicher Dienstmann der steirischen Liechtensteiner stellte Ottokar vom Standpunkte des steirischen Adels die Geschichte der Jahre 1246 bis 1310 dar. Für die steirische Landesgeschichte sind seine Schilderungen über die Kämpfe in der Zeit des Interregnums von großem Wert. So findet sich z. B. die erste urkundliche Erwähnung des steirischen Wappens „... ein banier grüene als ein gras darin ein pantel swebte blanc, als ob ez lebte...“ in der Reimchronik Ottokars.

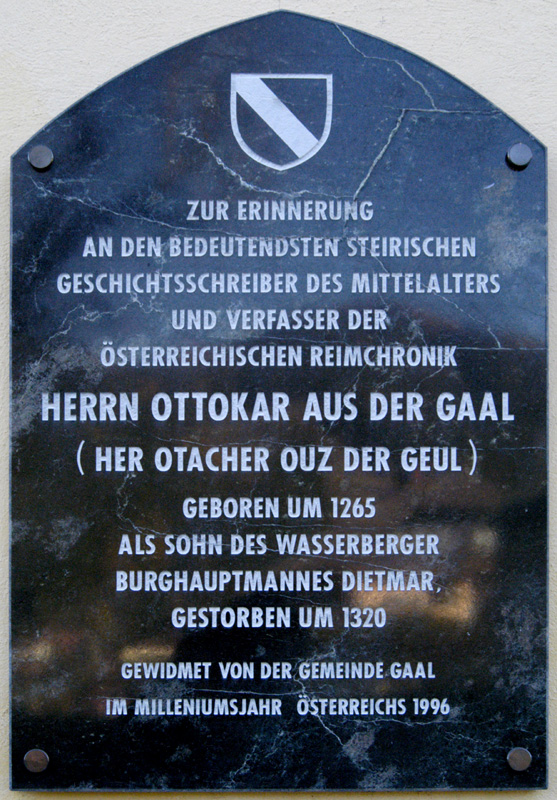
Gedenktafel für Ottokar aus der Gaal, Schloss Wasserberg

Durch sein Naheverhältnis zu Otto, dem Sohn des Minnesängers Ulrich von Liechtenstein, war er über die steirischen politischen Verhältnisse dieser Zeit bestens unterrichtet.
Diese seine Steirische Reimchronik erzählt in fast 100.000 Versen anschauliche Berichte über verschiedene Ereignisse aus einer Reihe von Ländern des Heiligen Römischen Reiches, insbesondere der Steiermark und von Österreich. Sie ist das erste umfassende Geschichtswerk in deutscher Sprache.
Beschrieben werden neben den politischen Ereignissen auch das höfische Leben in Form von Hochzeiten, Hoftagen und Turnieren. Auch Naturerscheinungen wie zum Beispiel eine Heuschreckenplage und ungewöhnliche Ereignisse wie das Auftreten von Pelikanen in der Steiermark im Jahr 1309 werden beschrieben.
Allerdings stehen neben wahren Berichten auch viele erfundene Geschichten, doch bleibt sein Buch eine unerschöpfliche Quelle für die Kulturgeschichte seiner Zeit, wobei seine Schilderungen allerdings auf die höfischen Kreise beschränkt sind. Die Reimchronik beeinflusste die österreichische Geschichtsschreibung bis zum Humanismus.

Grabstein für Ottokar aus der Gaal und seine Frau Elisabeth im Kreuzgang des Stiftes Seckau

Ottokar war mit Elisabeth verheiratet und hatte zwei Söhne: Otacher der Jüngere und Dietmar. Er wird 1319 das letzte Mal in einer Urkunde erwähnt und stirbt um 1321. Die Seckauer Stiftskirche ist seine letzte Ruhestätte. Zwei Grabsteine im Kreuzgang des Stiftes werden neuen Erkenntnissen zufolge Ottokar und seiner Frau Elisabeth zugeordnet.
1894 wurde die Horneckgasse in Wien-Hernals nach ihm benannt.

## Ausgaben
- Deutsche Chroniken und andere Geschichtsbücher des Mittelalters 5,1: Ottokars Österreichische Reimchronik. Teil 1. Nach den Abschriften Franz Lichtensteins herausgegeben von Joseph Seemüller. Hannover 1890 (Monumenta Germaniae Historica, Digitalisat)
- Deutsche Chroniken und andere Geschichtsbücher des Mittelalters 5,2: Ottokars Österreichische Reimchronik. Teil 2. Nach den Abschriften Franz Lichtensteins herausgegeben von Joseph Seemüller. Hannover 1890 (Monumenta Germaniae Historica, Digitalisat)